# FM Towns Marty

FM Towns Marty (エフエムタウンズマーティー efuemutaunzumātī) var en spelkonsol som släpptes 1993 på den japanska marknaden av Fujitsu. Konsolen var 32-bitsbaserad med CD-ROM samt diskettstation, och var baserad på ett datorsystem som Fujitsu skapade 1989. Tre modeller av Marty skapades, med smärre hårdvarumässiga förbättringar.

### Fotnoter
1. ↑  O' Hagan. ”FM Towns” (på engelska). Giantbomb. http://www.giantbomb.com/fm-towns/3045-108/. Läst 22 januari 2017.